# بویون (بلژیک)
شهر بوین (به فرانسوی: Bouillon) در شهرستان نوفشتو (بلژیک) در استان لوکزامبورگ در منطقه والونی کشور بلژیک واقع شده‌است.